# Stare Słowiki
Stare Słowiki (prononciation : ['starɛ swɔˈviki]) ou Słowiki Stare est un village polonais de la gmina de Sieciechów dans le powiat de Kozienice de la voïvodie de Mazovie dans le centre-est de la Pologne.

## Histoire
De 1975 à 1998, le village appartenait administrativement à la voïvodie de Radom.